# Łukasz Fabiański
Łukasz Marek Fabiański, poljski nogometaš, * 18. april 1985, Kostrzyn nad Odrą, Poljska.
Fabiański je vratar in nekdanji član poljske reprezentance, s katero je med letoma 2006 in 2021 nastopil na 57 tekmah. Na Evropskem prvenstvu 2016 v Franciji je nastopil na štirih od petih tekem poljske reprezentance, ki je bila izločena v četrtfinalu. Na Svetovnem prvenstvu 2018 v Rusiji je nastopil le na zadnji tekmi svojega moštva v skupinskem delu proti Japonski, ko Poljaki kljub zmagi z 1:0 niso več imeli priložnosti za uvrstitev v izločilne boje. V kvalifikacijah za to tekmovanje je nastopil na sedmih od desetih tekem svojega moštva. Na seznamu igralcev poljske izbrane vrste je bil tudi na Svetovnem prvenstvu 2006 in Evropskem prvenstvu 2008, vendar je bil na obeh tekmovanjih rezervni vratar ter ni nastopil na nobeni tekmi.
Fabiański je člansko kariero začel leta 2004 pri Lechu iz Poznanja, kjer ni nastopil na nobeni prvoligaški tekmi, preden je v naslednjem letu 2005 prestopil v varšavsko Legio, kjer je bil dve sezoni prvi vratar. Leta 2007 je pri 22 letih prestopil v londonski Arsenal, kjer je bil v svoji prvi sezoni tretji vratar. Po odhodu Jensa Lehmanna v naslednjem letu 2008 se je potegoval za položaj v začetni postavi z Manuelom Almunio in pozneje pet let mlajšim rojakom Wojciechom Szczęsnym, vendar mu nikoli ni uspelo postati prvi vratar topničarjev. Leta 2014 je prestopil k valižanskemu klubu Swansea City, ki je takrat nastopal v angleški prvi ligi Premier League. Pri Swansea Cityju je v naslednjih štirih sezonah kot prvi vratar nastopil na 149 prvoligaških tekmah. Po izpadanju kluba v angleško drugo ligo Championship leta 2018 se je vrnil v London in podpisal pogodbo s prvoligaškim moštvom West Ham United, kjer trenutno igra svojo peto sezono kot prvi vratar. 
Fabiański je do prestopa v West Ham United zbral 181 nastopov v Premier League, kar je bilo največje število nastopov nekega poljskega nogometaša v tem tekmovanju. Z rednimi nastopi pri londonskem klubu je maja 2023 prišel tudi do 350. tekme v angleški prvi ligi.